# Edough
L'Edough (en arabe جبل إيدوغ, en berbère tifinagh ⴰⴷⵔⴰⵔ ⵏ ⴷⴷⵓⵖ Adrar n Ddugh) est un massif montagneux situé entre El Marsa et Annaba en Algérie. 

## Géographie
L'Edough est un petit massif littoral de l'Algérie orientale, situé à l'ouest d'Annaba. Il s'étend sur le littoral entre deux caps bien dessinés, le cap de Garde à l'est, qui ferme la baie d'Annaba, et le cap de Fer qui, à l'ouest du massif, délimite le golfe de Skikda. 
Le massif s'élève brutalement au-dessus des plaines sublittorales ; il apparaît comme le mieux individualisé des petits noyaux cristallins du bourrelet liminaire africain. Il est composé par la juxtaposition de trois unités géologiques bien caractérisées : le cœur gneissique du djebel Edough stricto sensu, le massif du Cap de Fer et une masse centrale.
Au nord du djebel El Hassane, et non loin du cap de Fer, est localisé le point le plus au nord de la côte algérienne. Le point culminant atteint les 1 008 m d'altitude au mont Bou Zizi ; la neige est fréquente sur les sommets en hiver.
Au Pliocène, le massif de l'Edough était une île. Mais les apports sédimentaires en provenance de l'arrière-pays ont provoqué le comblement progressif des secteurs au sud et à l'est de l'Edough, lequel s'est ainsi retrouvé rattaché au continent.

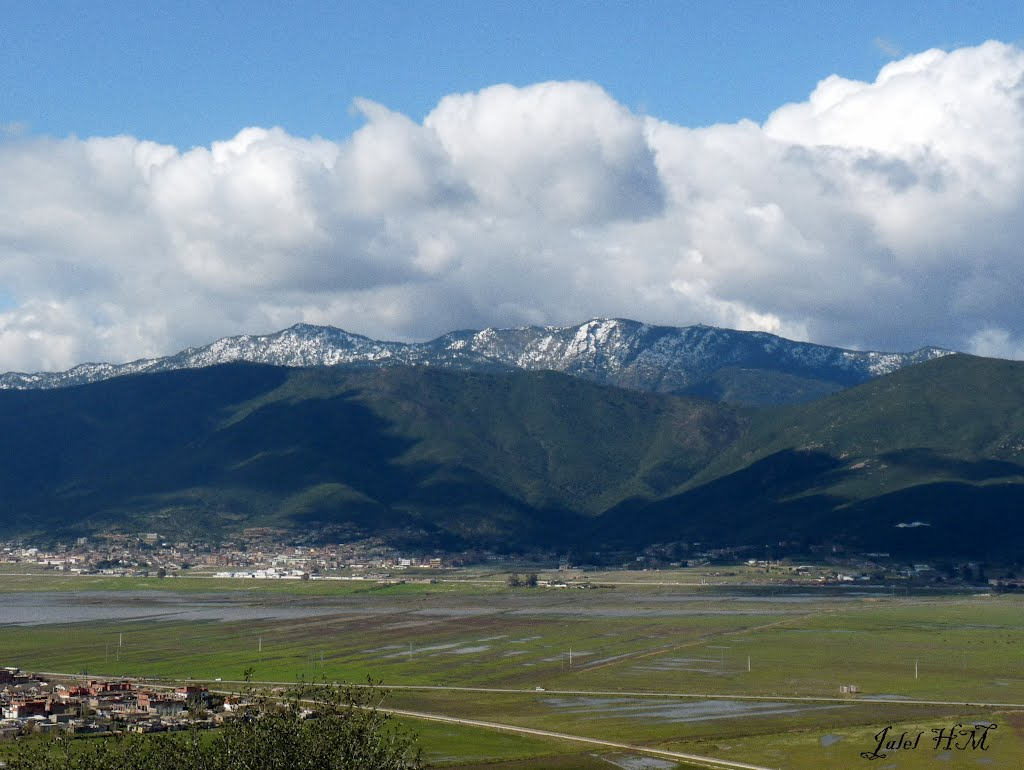
Vue de la chaîne montagneuse de l'Edough.
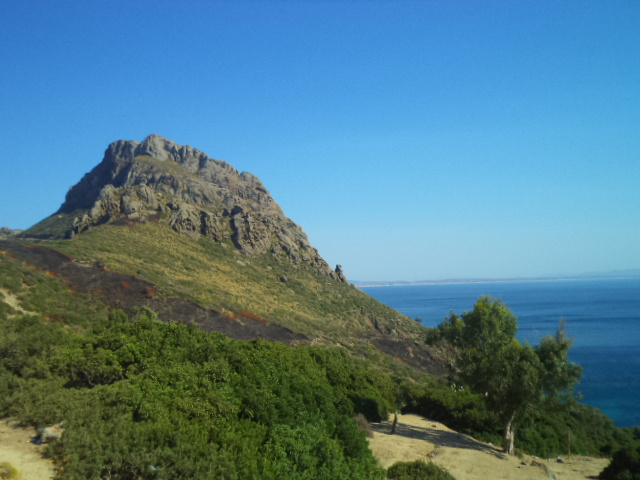
Cap de Fer.
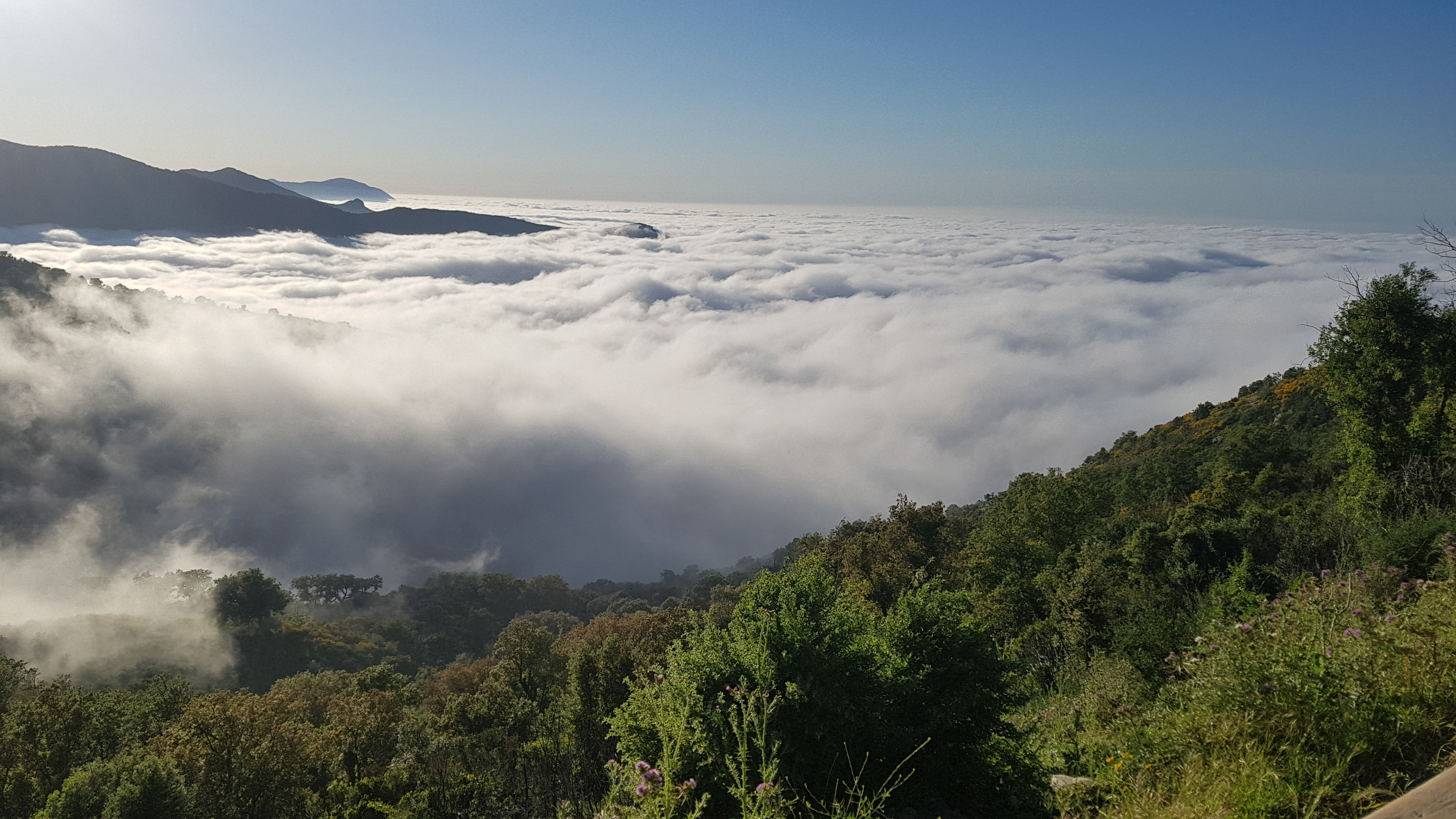
Seraidi.

## Écologie

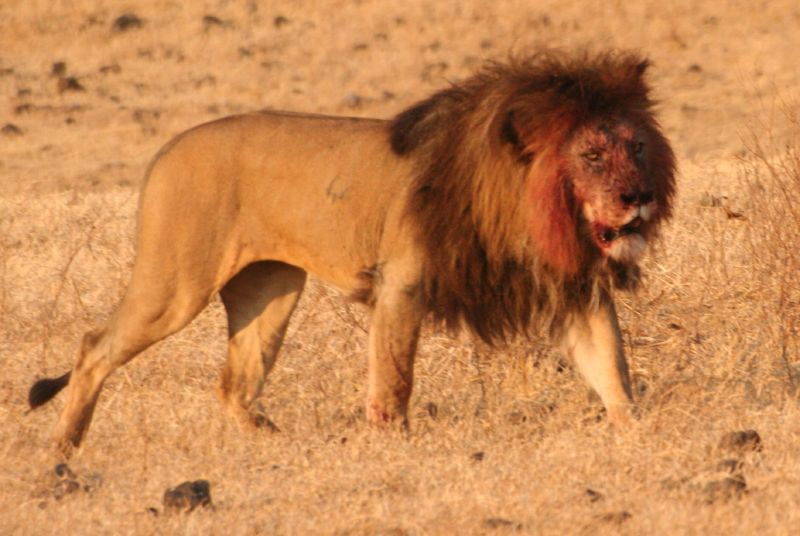
Le massif de l'Edough est l'endroit où le dernier lion de l'Algérie a été tué.

Presque toute la zone montagneuse est couverte de forêt méditerranéenne où cohabitent le chêne-liège (Quercus suber), le chêne zéen (Quercus canariensis), l'arbousier (Arbutus unedo), la bruyère arborescente (Erica arborea). Il subsiste encore quelques châtaigniers  (Castanea) autour du village de Seraïdi dont la particularité est qu'ils y existaient bien avant l'arrivée des colons français en 1830.
Le massif de l'Edough est le seul endroit du monde où l'on trouve le triton de Poiret (Pleurodeles poireti), un petit triton gris menacé d'extinction, ainsi que l'unique genre de collembole sans dents connu au monde à ce jour (Edoughnura), la Salamandre algire (Salamandra algira), le Porc-épic à crête (Hystrix cristata).
La présence de l'ours de l'Atlas (Ursus crowtheri) a été signalée dans l'Edough par les Espagnols qui avaient occupé la citadelle d'Annaba en 1535. Le dernier lion de l'Atlas ou lion de Barbarie (Panthera leo leo) d'Algérie a été tué au massif de l'Edough en 1890. Il subsiste encore quelques spécimens en captivité dans certains zoos d'Europe et du Maroc. Les panthères ont également vécu dans les forêts avant de disparaître.
Le massif de l'Edough est classé parc national en 2018. Son couvert végétal a connu des dégradations notamment au niveau de certains versants.

## Histoire

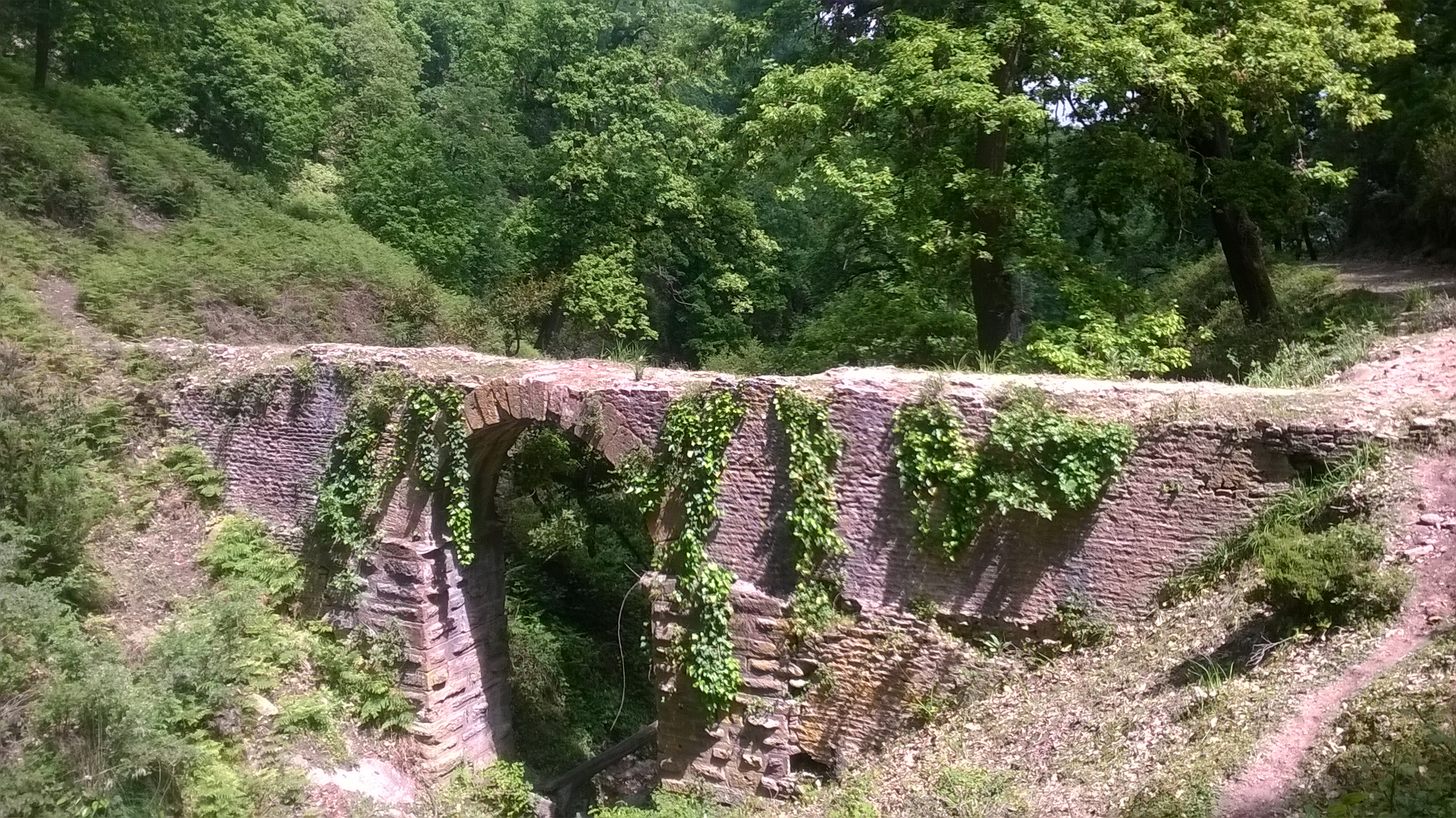
Aqueduc romain.

Situé à proximité d'Annaba (Hippone), une ville antique importante, l'Edough a fait l'objet, de citations diverses. Historiens et archéologues ont proposé deux identifications : la première est celle du Mons Pappua, ainsi nommé par Procope. Ch. Courtois, favorable à cette identification, estimait que le nom de Pappua s'appliquait à la partie ouest du massif, celle qui se trouvait en Numidie puisque la frontière entre les deux provinces d'Africa et de Numidie traversait du nord au sud le massif. Or, Procope situe le mont Pappua en Numidie, ce qui avait été présenté comme un argument contre son identification avec l'Edough.
Saint Augustin a donné un autre nom Mons Giddaba, qui s'applique peut-être aussi à l'Edough. E. Bernus dans l'Encyclopédie berbère retient l'hypothèse de Ch. Courtois : le mont Pappua s'identifierait à la partie ouest du massif, tandis que le Giddaba peut être la partie est, la plus proche d'Hippone.
L'Edough était un refuge des hommes qui n'admettaient pas la présence coloniale en Algérie. Dans les années 1990, les islamistes armés investissement les lieux, avant que l'Armée nationale populaire les en déloge, en 2006.

## Population

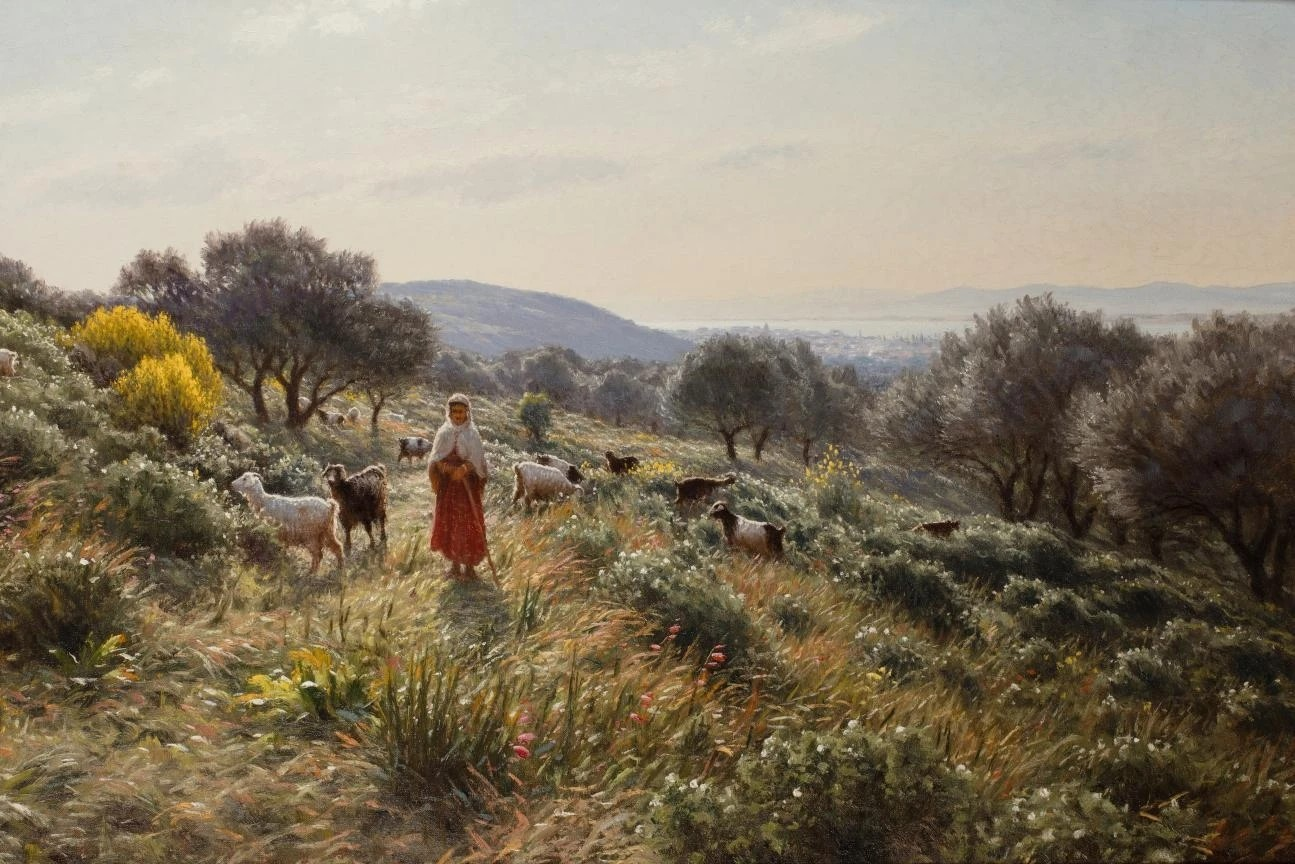
Bergère à Siraïdi, sur les hauteurs d'Annaba.

L'Edough est, comme la Petite Kabylie et le massif de Collo, peuplé de Kabyles hadra, Berbères arabisés de longue date mais menant une vie sédentaire. Les montagnards pratiquent un élevage de bovins. Les chèvres et les moutons apportent des compléments (lait, chair et poil) à une agriculture pauvre.
L'habitat est dispersé dans des hameaux, Seraïdi est la seule agglomération de l'intérieur du massif. L'émigration des populations tend à devenir définitive dans la banlieue d'Annaba.